# Playa de Manzanares (Los Alcázares)
La playa de Manzanares se encuentra en el municipio de Los Alcázares, en la Región de Murcia (España), a la orilla del Mar Menor. Es una playa urbana dotada de servicios que se encuentra entre las más visitadas. Comienza en la plaza de la Pescadería hasta las inmediaciones del balneario de La Encarnación.
Se extiende desde la playa del Espejo hasta la playa de Carrión. Franqueada por un paseo, dispone de iluminación nocturna y de espacios para el desarrollo de actividades deportivas, así como de chiringuitos.